# Benay
Benay es una comuna francesa, situada en el departamento de Aisne, de la región de Alta Francia.

## Demografía
| 159 | 192 | 214 | 222 | 206 | 187 | 189 | 211 |
| Para los censos de 1962 a 1999 la población legal corresponde a la población sin duplicidades (Fuente: INSEE [Consultar]) |     |     |     |     |     |     |     |